# Adrian Wetter
Adrian Wetter (Herisau, 2 settembre 1694 – Herisau, 21 gennaio 1764) è stato un politico e mercante svizzero.

## Biografia
Figlio di Lorenz Wetter, sposò nel 1722 Elsbeth Kunkler, vedova di Michael Zollikofer, donzello. Si formò quale commerciante di tessili nell'impresa paterna, poi in Italia e in Francia dal 1715 al 1716. Fu cancelliere e membro del Piccolo Consiglio a Herisau dal 1726 al 1729, comandante della milizia cantonale dal 1729 al 1733, inviato alla Dieta federale dal 1733 al 1753 e Landamano di Appenzello Esterno dal 1733 al 1756. Capo del partito dei "duri", uscito vincitore dal Landhandel, venne eletto direttamente alla carica di Landamano e nella fase finale dei disordini diresse gli affari pubblici con intelligenza e moderazione. Grazie alla sua capacità oratoria, che gli permetteva di formulare discorsi comprensibili anche ai semplici concittadini, per molti anni fu incaricato di inaugurare la Landsgemeinde su esplicito desiderio di quest'ultima, anche quando non era il suo turno. Il suo impegno politico lo portò talvolta a trascurare i suoi affari. Ebbe una fitta corrispondenza con importanti personalità locali e straniere. fece costruire la casa Zur Rose sulla piazza di Herisau.